# Nycirkus
Nycirkus er en scenekunstform, der kombinerer de klassiske cirkusdiscipliner med moderne, scenisk arbejde og eventuel inddragelse af lys-, lyd- og multimedieeffekter samt scenografi.
I modsætning til det traditionelle cirkus er det ikke et cirkus, man som artist/ gøgler er født ind i. Nycirkus startede i 1980'erne i Frankrig som tilbud til unge, hvor de kunne lære at jonglere og på den måde få et alternativ til livet på gaden. En nycirkusforestilling er oftest en samlet fortælling med et samlet udtryk. Det kan f.eks. være fordi forestillingen har en konkret handling og fortæller en samlet historie, eller det kan være fordi alting i forestillingen drejer sig om det samme tema eller fordi cirkusartisten og kropsekvilibristen står i centrum. Nycirkusartister er ofte uddannede på cirkusskoler, hvor de har haft undervisning i cirkusdiscipliner, akrobatik, dans og teater. I nycirkus er der sjældent dresserede dyr.
I Danmark har der eksisteret aktive nycirkuskompagnier i over 10 år. Danske nycirkusartister kan desuden ofte opleves både på etablerede teaterscener og på teaterfestivaler, gadeteaterfestivaler, alternative venues, skoler og kulturhuse m.m., både i ind- og udland.
I København ligger Akademiet For Utæmmet Kreativitet (AFUK), der siden 1993 har arbejdet med Nycirkus.
I Århus ligger Cirkus Tværs og i Odense ligger Dynamo Workspace, der både har egenproduktioner og coproducerer sammen med artister fra hele Europa. Foreningen Cirkus Liberty Arkiveret 30. juni 2020 hos  Wayback Machine på Mors har en ungegruppe, der arbejder med nycirkus. Uden for Danmark er de mest kendte nycirkuskompagnier franske Archaos, Canadiske Cirque du Soleil og svenske Circus Cicör